# Lista campionilor mondiali la box, WBO
Lista campionilor mondiali la box, cuprinde câștigătorii campionatului mondial organizat de WBO (World Boxing Organization). Organizația a luat ființă în anul 1988, prin inițiativa unor oameni de afaceri din Puerto Rico și Republica Dominicană.
La categoria semimijlocie, campion mondial a fost și românul Mihai Leu.

## Categoria grea
| Nume:                                   | Data:             | Locul: | Apărarea titlului: |
| --------------------------------------- | ----------------- | --- | --- |
| Francesco Damiani contra Johnny DuPlooy | 6 mai 1989        | Syrakus, Italia | 1 |
| Ray Mercer                              | 11 ianuarie 1991  | Atlantic City, New Jersey | 1 |
| Titlu vacant                            | 1991              | Mercers apără o singură dată titlul contra lui Tommy Morrison, la scurt timp însă renunță la titlu.                                                  | Mercers apără o singură dată titlul contra lui Tommy Morrison, la scurt timp însă renunță la titlu.                                                  |
| Michael Moorer contra Bert Cooper       | 15 mai 1992       | Atlantic City, New Jersey | 0 |
| Titlu vacant                            | 2 februarie 1993  | | |
| Tommy Morrison contra George Foreman    | 7 iunie 1993      | Las Vegas, Nevada | 1 |
| Michael Bentt                           | 29 octombrie 1993 | Tulsa | 0 |
| Herbie Hide                             | 19 martie 1994    | Londra, Anglia | 0 |
| Riddick Bowe                            | 11. martie, 1995  | Las Vegas, Nevada | 1 |
| Titlu vacant                            | 1995              | Bowes apără o singură dată titlul contra Jorge Luis Gonzalez la 17. iunie, 1995 in Las Vegas, Nevada.                                                | Bowes apără o singură dată titlul contra Jorge Luis Gonzalez la 17. iunie, 1995 in Las Vegas, Nevada.                                                |
| Henry Akinwande contra Jeremy Williams  | 29. iunie, 1996   | Indio, California | 2 |
| Titlu vacant                            | 17 februarie 1997 | Akinwande renunță la titlu pentru a putea participa la WBC.                                                                                          | Akinwande renunță la titlu pentru a putea participa la WBC.                                                                                          |
| Herbie Hide (2) contra Tony Tucker      | 28 iunie 1997     | Norwich, Anglia | 2 |
| Vitali Kliciko                          | 26 iunie 1999     | Londra, Anglia | 2 |
| Chris Byrd                              | 1 aprilie 2000    | Berlin, Germania | 0 |
| Wladimir Klitschko                      | 14 octombrie 2000 | Köln, Germania | 5 |
| Corrie Sanders                          | 8 martie 2003     | Hannover, Germania | 0 |
| Titlu vacant                            | 2003              | | |
| Lamon Brewster contra Wladimir Kliciko  | 10 aprilie 2004   | Las Vegas, Nevada | 3 |
| Sjarhej Ljachowitsch                    | 1 aprilie 2006    | Cleveland, Ohio | 0 |
| Shannon Briggs                          | 4 noiembrie 2006  | Phoenix, Arizona | 0 |
| Sultan Ibragimov                        | 2 iunie 2007      | Atlantic City (New Jersey) | 1 |
| Wladimir Klitschko (2)                  | 23 februarie 2008 | Madison Square Garden, New York | 15 |
| Tyson Fury                              | 28 noiembrie 2015 | Düsseldorf, Germania | 0 |
| Titlu vacant                            | 11 octombrie 2016 | Fury a lăsat titlul vacant după ce s-a anulat revanșa cu Wladimir Klitschko pentru a doua oară, citând depresie după un test pozitiv pentru cocaină. | Fury a lăsat titlul vacant după ce s-a anulat revanșa cu Wladimir Klitschko pentru a doua oară, citând depresie după un test pozitiv pentru cocaină. |
| Joseph Parker contra Andy Ruiz          | 10 decembrie 2016 | Auckland, Australia | 2 |
| Anthony Joshua                          | 31 martie 2018    | Cardiff, Regatul Unit | 1 |
| Andy Ruiz Jr.                           | 1 iunie 2019      | New York | 0 |
| Anthony Joshua (2)                      | 7 decembrie 2019  | Diriyah, Arabia Saudită | 1 |

## Categoria junior grea
Această clasă de greutate este desemnată drept Cruiser de către WBA, WBC, and IBF.
| Nume:                                                                                             | Data:                             | Locul: | Apărarea titlului:                                                                                                 |
| ------------------------------------------------------------------------------------------------- | --------------------------------- | --- | --- |
| Boone Pultz contra Magne Havnå                                                                    | 3 decembrie 1989                  | Copenhaga, Danemarca                                                                                               | 0 |
| Magne Havnå                                                                                       | 17 mai 1990                       | Aars, Danemarca | 2 |
| Titlu vacant                                                                                      | 1991                              | Ultima apărare a lui Havna a fost împotriva lui Tyrone Booze pe 15 februarie 1991 în Randers, Danemarca.           | Ultima apărare a lui Havna a fost împotriva lui Tyrone Booze pe 15 februarie 1991 în Randers, Danemarca.           |
| Tyrone Booze def. Derek Angol                                                                     | 25 iulie 1992                     | Manchester, Anglia                                                                                                 | 1 |
| Markus Bott                                                                                       | 13 februarie 1993                 | Hamburg, Germania                                                                                                  | 0 |
| Nestor Hipolito Giovannini                                                                        | 26 iunie 1993                     | Hamburg, Germania                                                                                                  | 1 |
| Dariusz Michalczewski                                                                             | 17 decembrie 1994                 | Hamburg, Germania                                                                                                  | 0 |
| Titlu vacant                                                                                      | 1995                              | Michalczewski a eliberat titlul în favoarea titlului WBO Light Heavyweight, pe care îl deține deja.                | Michalczewski a eliberat titlul în favoarea titlului WBO Light Heavyweight, pe care îl deține deja.                |
| Ralf Rocchigiani contra Carl Thompson                                                             | 10 iunie 1995                     | Manchester, Anglia, Marea Britanie                                                                                 | 6 |
| Carl Thompson                                                                                     | 4 octombrie 1997                  | Hanover, Germania                                                                                                  | 2 |
| Johnny Nelson                                                                                     | 27 martie 1999                    | Derby, Anglia | 13 |
| Titlu vacant                                                                                      | 2006                              | Titlul a fost eliberat când Nelson sa retras. Ultima apărare pe 26 noiembrie 2005 împotriva lui Vincenzo Cantalore | Titlul a fost eliberat când Nelson sa retras. Ultima apărare pe 26 noiembrie 2005 împotriva lui Vincenzo Cantalore |
| Enzo Maccarinelli Interim champ promoted                                                          | 8 iulie 2006                      | Cardiff, Țara Galilor                                                                                              | 4 |
| David Haye                                                                                        | 8 martie 2008                     | Londra, Anglia | 0 |
| Titlu vacant                                                                                      | 2008                              | Titlu vacant după ce Haye a decis să urce la categoria grea.                                                       | Titlu vacant după ce Haye a decis să urce la categoria grea.                                                       |
| Victor Emilio Ramírez Interim champ promoted                                                      | Februarie 2009                    | N/A | 1 |
| Marco Huck                                                                                        | 5 decembrie 2009                  | Ludwigsburg, Germania                                                                                              | 13 |
| Krzysztof Głowacki                                                                                | 14 august 2015                    | Newark, Statele Unite                                                                                              | 1 |
| Oleksandr Usyk                                                                                    | 17 septembrie 2016 – 5 iunie 2019 | Gdansk, Polonia | 6 |
| Usyk a lăsat vacantă centura pentru a urca la categoria grea.                                     |                                   | | |
| Krzysztof Głowacki (2) (promovat precum campion interimar)                                        | 5 iunie 2019                      | | 0 |
| Mairis Briedis                                                                                    | 15 iunie 2019 – 25 noiembrie 2019 | Riga, Letonia | 0 |
| Briedis a fost deposedat de titlu pentru că nu a fost de acord cu o revanșă imediată cu Glowacki. |                                   | | |
| Lawrence Okolie (l-a învins pe Krzysztof Głowacki)                                                | 20 martie 2021 – prezent          | Londra, Anglia | 0 |

## Categoria semigrea
| Nume:                                                                                                | Data:                                | Locul: | Apărarea titlului: |
| --- | ------------------------------------ | --- | --- |
| Michael Moorer contra Ramzi Hassan                                                                   | Decembrie 3, 1988                    | Brook Park, Ohio, Statele Unite | 9 |
| Titlu vacant                                                                                         | 1991                                 | Moorer a eliberat titlul pentru a urca la categoria grea. Ultima lui apărare a fost împotriva lui Danny Stonewalker în 15 decembrie 1990 la Pittsburgh, Pennsylvania | Moorer a eliberat titlul pentru a urca la categoria grea. Ultima lui apărare a fost împotriva lui Danny Stonewalker în 15 decembrie 1990 la Pittsburgh, Pennsylvania |
| Leeonzer Barber contra Tom Collins                                                                   | 9 mai 9 1991                         | Leeds, Anglia | 4 |
| Dariusz Michalczewski                                                                                | 10 septembrie 1994                   | Hamburg, Germania | 23 |
| Julio César González                                                                                 | 10 octombrie 2003                    | Hamburg, Germania | 0 |
| Zsolt Erdei                                                                                          | 17 ianuarie 2004                     | Karlsruhe, Germania | 11 |
| Titlu vacant                                                                                         | 13 noiembrie 2009                    | Erdei a eliberat titlul pentru a urca la categoria cruiser. Ultima sa apărare a fost împotriva lui Yuriy Barashian la 10 ianuarie 2009 la Magdeburg, Germania        | Erdei a eliberat titlul pentru a urca la categoria cruiser. Ultima sa apărare a fost împotriva lui Yuriy Barashian la 10 ianuarie 2009 la Magdeburg, Germania        |
| Jürgen Brähmer interim champ promoted                                                                | 13 noiembrie 2009                    | N/A | 2 |
| Titlu desprins                                                                                       | 19 mai 19 2011                       | Brähmer a fost desprins de titlu după ce sa retras din-trun meci pentru titlu cu Nathan Cleverly citând leziuni oculare.                                             | Brähmer a fost desprins de titlu după ce sa retras din-trun meci pentru titlu cu Nathan Cleverly citând leziuni oculare.                                             |
| Nathan Cleverly interim champ promoted                                                               | Mai 19, 2011                         | N/A | 5 |
| Sergey Kovalev                                                                                       | 18 august 2013                       | Cardiff, Țara Galilor | 8 |
| Andre Ward                                                                                           | Noiembrie 19, 2016                   | Las Vegas, SUA | 1 |
| Titlu vacant                                                                                         | Septembrie 21, 2017                  | Ward a anunțat retragerea și a eliberat cele 3 titluri. Ultima sa apărare a fost împotriva lui Sergey Kovalev pe 6 iunie 2017 la Las Vegas, SUA                      | Ward a anunțat retragerea și a eliberat cele 3 titluri. Ultima sa apărare a fost împotriva lui Sergey Kovalev pe 6 iunie 2017 la Las Vegas, SUA                      |
| Sergey Kovalev l-a învins pe Vyacheslav Shabranskyy                                                  | 25 noiembrie 2017                    | Madison Square Garden, New York, SUA | 1 |
| Eleider Álvarez                                                                                      | 4 august 2018                        | Hard Rock Hotel & Casino, Atlantic City, SUA | 0 |
| Sergey Kovalev (3)                                                                                   | 2 februarie 2019                     | Ford Center at The Star, Frisco, Texas, SUA | 1 |
| Canelo Álvarez                                                                                       | 2 noiembrie 2019 – 17 decembrie 2019 | MGM Grand Garden Arena, Paradise, Nevada, SUA | 0 |
| Álvarez a lăsat vacantă centura pe 17 decembrie pentru a reveni la categoria sa actuală de greutate. |                                      | | |
| Joe Smith Jr. (l-a învins pe Maxim Vlasov)                                                           | 10 aprilie 2021 – prezent            | Osage Casino, Tulsa, Oklahoma, SUA | 0 |

## Categoria super-mijlocie
| Nume:                                                                | Data:                        | Locul: | Apărarea titlului: |
| -------------------------------------------------------------------- | ---------------------------- | --- | --- |
| Thomas Hearns def. James Kinchen                                     | 4 noiembrie 1988             | Las Vegas, Nevada, Statele Unite | 2 |
| Title vacated                                                        | 1990                         | Hearns' last defense was against Michael Olajide on 28 aprilie 1990 in Atlantic City, New Jersey, Statele Unite.                                                | Hearns' last defense was against Michael Olajide on 28 aprilie 1990 in Atlantic City, New Jersey, Statele Unite.                                                |
| Chris Eubank def. Michael Watson                                     | 21 septembrie 1991           | Londra, Anglia | 14 |
| Steve Collins                                                        | 18 martie 1995               | Millstreet, Irlanda | 7 |
| Title vacated                                                        | October 1997                 | Collins was stripped of the title when he was unable to defend due to injury. His last defense was against Craig Cummings on 5 iulie 1997 in Glasgow, Scotland. | Collins was stripped of the title when he was unable to defend due to injury. His last defense was against Craig Cummings on 5 iulie 1997 in Glasgow, Scotland. |
| Joe Calzaghe def. Chris Eubank                                       | 11 octombrie 1997            | Sheffield, Anglia | 21 |
| Title vacated                                                        | June 2008                    | Calazghe vacated all of his titles when he announced he would retire. His last defense was on 3 noiembrie 2007 against Mikkel Kessler at Cardiff, Wales         | Calazghe vacated all of his titles when he announced he would retire. His last defense was on 3 noiembrie 2007 against Mikkel Kessler at Cardiff, Wales         |
| Denis Inkin def. Fulgencio Zuniga                                    | 27 septembrie 2008           | Hamburg, Germania | 0 |
| Károly Balzsay                                                       | 10 ianuarie 2009             | Magdeburg, Germania | 1 |
| Robert Stieglitz                                                     | 22 august 2009               | Budapesta, Ungaria | 6 |
| Arthur Abraham                                                       | 25 august 2012               | Berlin, Germania | 1 |
| Robert Stieglitz                                                     | 23 martie 2013               | Magdeburg, Saxonia-Anhalt, Germania | 2 |
| Arthur Abraham                                                       | 1 martie 2014                | Magdeburg, Saxonia-Anhalt Germania | 5 |
| Gilberto Ramírez                                                     | 9 aprilie 2016 — 13 mai 2019 | Las Vegas, SUA | 5 |
| Ramírez a lăsat vacantă centura pentru a urca la categoria semigrea. |                              | | |
| Billy Joe Saunders (l-a învins pe Shefat Isufi)                      | 18 mai 2019                  | Lamex Stadium, Stevenage, Anglia | 2 |
| Canelo Álvarez                                                       | 8 May 2021 – prezent         | AT&T Stadium, Arlington, Texas, SUA | 0 |

## Categoria mijlocie
| Nume: | Data:                                 | Locul: | Apărarea titlului: |
| --- | ------------------------------------- | --- | --- |
| Doug DeWitt def. Robbie Sims | 18 aprilie 1989                       | Atlantic City, New Jersey, Statele Unite | 1 |
| Nigel Benn | 29 aprilie 1990                       | Atlantic City, New Jersey, Statele Unite | 1 |
| Chris Eubank | 18 noiembrie 1990                     | Birmingham, Anglia | 3 |
| Title vacated | 21 septembrie 1991                    | Eubank vacated the title to move up to Super Middleweight. His last defense was against Michael Watson on 22 iunie 1991 in Londra, Anglia.             | Eubank vacated the title to move up to Super Middleweight. His last defense was against Michael Watson on 22 iunie 1991 in Londra, Anglia.             |
| Gerald McClellan def. John Mugabi | 20 noiembrie 1991                     | Londra, Anglia | 0 |
| Title vacated | 24 februarie 1992                     | McClellan vacated the title to move up to Super Middleweight.                                                                                          | McClellan vacated the title to move up to Super Middleweight.                                                                                          |
| Chris Pyatt def. Sumbu Kalambay | 19 mai 1993                           | Leicester, Anglia | 2 |
| Steve Collins | 11 mai 1994                           | Sheffield, Anglia | 0 |
| Title vacated | 18 martie 1995                        | Collins vacated the title to move up to Super Middleweight.                                                                                            | Collins vacated the title to move up to Super Middleweight.                                                                                            |
| Lonnie Bradley def. David Mendez | 19 mai 1995                           | Primm, Nevada, Statele Unite | 6 |
| Title vacated | 1997                                  | Bradley vacated title to have eye surgery to repair a detached retina.                                                                                 | Bradley vacated title to have eye surgery to repair a detached retina.                                                                                 |
| Otis Grant def. Ryan Rhodes | 13 decembrie 1997                     | Sheffield, Anglia | 1 |
| Title vacated | 14 noiembrie 1998                     | Grant vacated the title to move up to Light Heavyweight. His only defense was against Ernesto Rafael Sena on 12 mai 1998 in Kanata, Ontario, Canada.   | Grant vacated the title to move up to Light Heavyweight. His only defense was against Ernesto Rafael Sena on 12 mai 1998 in Kanata, Ontario, Canada.   |
| Bert Schenk def. Freeman Barr | 30 ianuarie 1999                      | Cottbus, Germania | 1 |
| Title vacated | Mid-1999                              | Schenk vacated title due to achilles injury. He had one successful defense was against Juan Ramon Medina on 22 mai 1999 in Budapesta, Ungaria.         | Schenk vacated title due to achilles injury. He had one successful defense was against Juan Ramon Medina on 22 mai 1999 in Budapesta, Ungaria.         |
| Jason Matthews def. Ryan Rhodes | 17 iulie 1999                         | Doncaster, Anglia | 0 |
| Armand Krajnc | 27 noiembrie 1999                     | Lübeck, Germania | 3 |
| Krajnc vacated the title on 4 iunie 2001, while in a dispute with Universum Box-Promotion; the WBO unanimously voted on 17 septembrie 2001 that Krajnc never actually vacated and remained as WBO champion.      |                                       | | |
| Harry Simon | 6 aprilie 2002                        | Copenhaga, Danemarca | 0 |
| Harry Simon awarded interim title on 21 iulie 2001 after defeating Hacine Cherifi. At the time it was believed that Krajnc had vacated the title, however, the WBO later ruled that Krajnc remained as champion. |                                       | | |
| Title vacated | November 2002                         | Title vacated after Simon sentenced to prison due to his role in fatal car crash.                                                                      | Title vacated after Simon sentenced to prison due to his role in fatal car crash.                                                                      |
| Héctor Javier Velazco def. Andras Galfi | 10 mai 2003                           | Buenos Aires, Argentina | 0 |
| Felix Sturm | 13 septembrie 2003                    | Berlin, Germania | 1 |
| Oscar De La Hoya | 5 iunie 2004                          | Las Vegas, Nevada, Statele Unite | 0 |
| Bernard Hopkins | 18 septembrie 2004                    | Las Vegas, Nevada, Statele Unite | 1 |
| Jermain Taylor | 16 iulie 2005                         | Las Vegas, Nevada, Statele Unite | 3 |
| Kelly Pavlik | 29 septembrie 2007                    | Atlantic City, New Jersey, Statele Unite | 3 |
| Sergio Gabriel Martínez | 17 aprilie 2010                       | Atlantic City, New Jersey, Statele Unite | 0 |
| Title stripped | 29 mai 2010                           | Title stripped because Martinez refused to vacate WBC Light Middleweight title.                                                                        | Title stripped because Martinez refused to vacate WBC Light Middleweight title.                                                                        |
| Dmitry Pirog def. Daniel Jacobs | 31 iulie 2010                         | Las Vegas, Nevada, Statele Unite | 3 |
| Title stripped | August 2012                           | Pirog stripped of title after being unable to defend due to back injury. Last defense was against Nobuhiro Ishida on 5 ianuarie 2012 at Moscova, Rusia | Pirog stripped of title after being unable to defend due to back injury. Last defense was against Nobuhiro Ishida on 5 ianuarie 2012 at Moscova, Rusia |
| Hassan N'Dam N'Jikam interim champ promoted | 25 august 2012                        | NA | 0 |
| Peter Quillin | 20 octombrie 2012                     | Washington D.C., Statele Unite | 3 |
| Title vacated | 4 septembrie 2014                     | Quillin vacates over unwillingness to fight mandatory challenger Matt Korobov.                                                                         | Quillin vacates over unwillingness to fight mandatory challenger Matt Korobov.                                                                         |
| Andy Lee def. Matt Korobov | 13 decembrie 2014                     | Las Vegas, Statele Unite | 1 |
| Billy Joe Saunders | 19 decembrie 2015 — 11 octombrie 2018 | Manchester, Anglia | 3 |
| Saunders a dat pozitiv pentru oxilofrina stimulată interzisă înainte de lupta împotriva lui Demetrius Andrade și a renunțat la titlu, invocând lipsa de timp pentru apel.                                        |                                       | | |
| Demetrius Andrade (l-a învins pe Walter Kautondokwa) | 20 octombrie 2018 – prezent           | TD Garden, Boston, Massachusetts, SUA | 4 |

## Categoria junior mijlocie
| Nume:                                                                | Data:                           | Locul: | Apărarea titlului: |
| -------------------------------------------------------------------- | ------------------------------- | --- | --- |
| John David Jackson def. Lupe Aquino                                  | 8 decembrie 1988                | Detroit, Michigan, Statele Unite | 6 |
| Title vacated                                                        | 1993                            | Jackson vacated the title to move up to Middleweight. His last defense was against Michele Mastrodonato on 19 decembrie 1992 in San Severo, Italia. | Jackson vacated the title to move up to Middleweight. His last defense was against Michele Mastrodonato on 19 decembrie 1992 in San Severo, Italia. |
| Verno Phillips def. Lupe Aquino                                      | 30 octombrie 1993               | Phoenix, Arizona, SUA | 4 |
| Paul Jones                                                           | 22 noiembrie 1995               | Sheffield, Anglia | 0 |
| Titlu vacant                                                         | Februarie 1996                  | Jones a fost deposedat de titlu. | Jones a fost deposedat de titlu. |
| Bronco McKart def. Santos Cardona                                    | 1 martie 1996                   | Indio, California, SUA | 0 |
| Ronald "Winky" Wright                                                | 17 mai 1996                     | Monroe, Michigan, SUA | 3 |
| Harry Simon                                                          | 22 august 1998                  | Temba, Africa de Sud | 4 |
| Titlu vacant                                                         | Iulie 2001                      | Simon vacated the title to move up to Middleweight. His last defense was against Wayne Alexander on 10 februarie 2001 in Widnes, Anglia.            | Simon vacated the title to move up to Middleweight. His last defense was against Wayne Alexander on 10 februarie 2001 in Widnes, Anglia.            |
| Daniel Santos def. Luis "Yori Boy" Campas                            | 16 martie 2002                  | Las Vegas, Nevada, SUA | 4 |
| Sergiy Dzindziruk                                                    | 3 decembrie 2005                | Magdeburg, Germania | 6 |
| Titlu vacant                                                         | 5 octombrie 2011                | Dzindziruk was stripped of the title due to inactivity caused by injuries. As a result, Zaurbek Baysangurov was promoted from interim champion.     | Dzindziruk was stripped of the title due to inactivity caused by injuries. As a result, Zaurbek Baysangurov was promoted from interim champion.     |
| Zaurbek Baysangurov interim champ promoted                           | 5 octombrie 2011                | NA | 2 |
| Titlu deposedat                                                      | Iunie 2013                      | Stripped due to inactivity. His last defense was against Lukas Konecny on 6 octombrie 2012 in Kiev, Ukraine                                         | Stripped due to inactivity. His last defense was against Lukas Konecny on 6 octombrie 2012 in Kiev, Ukraine                                         |
| Demetrius Andrade def. Vanes Martirosyan                             | 9 noiembrie 2013                | Corpus Christi, Texas | 1 |
| Titlu deposedat                                                      | 31 iulie 2015                   | Andrade was stripped of the title due to inactivity.                                                                                                | Andrade was stripped of the title due to inactivity.                                                                                                |
| Liam Smith def. John Thompson                                        | 10 octombrie 2015               | Manchester, Anglia | 2 |
| Canelo Álvarez                                                       | 17 septembrie 2016              | Arlington, Texas | 0 |
| Titlu vacant                                                         | 19 mai 2017                     | Álvarez a lăsat centura vacantă pentru a urca la categoria mijlocie                                                                                 | Álvarez a lăsat centura vacantă pentru a urca la categoria mijlocie                                                                                 |
| Miguel Cotto def. Yoshihiro Kamegai                                  | 26 august 2017                  | Carson, California | 0 |
| Sadam Ali                                                            | 2 decembrie 2017                | New York City, New York, SUA | 0 |
| Jaime Munguia                                                        | 12 mai 2018 — 23 noiembrie 2019 | Verona, New York, SUA | 5 |
| Munguia a lăsat vacantă centura pentru a urca la categoria mijlocie. |                                 | | |
| Patrick Teixeira (promovat ca și campion interimar)                  | 4 decembrie 2019                | Cosmopolitan of Las Vegas, Paradise, Nevada, SUA | 0 |
| Brian Castaño                                                        | 13 februarie 2021 – prezent     | Fantasy Springs Resort Casino, Indio, California, SUA                                                                                               | 1 |

## Categoria semimijlocie
| Nume:                                  | Data:                     | Locul: | Apărarea titlului: |
| -------------------------------------- | ------------------------- | --- | --- |
| Genaro Léon def. Danny Garcia          | 6 mai 1989                | Santa Ana, California, Statele Unite                                                                                            | 0 |
| Title vacated                          | 1989                      | | |
| Manning Galloway def. Al Hamza         | 15 decembrie 1989         | Yabucoa, Puerto Rico | 7 |
| Gert Bo Jacobsen                       | 12 februarie 1993         | Randers, Danemarca | 0 |
| Title vacated                          | 1993                      | | |
| Eammon Loughran def. Lorenzo Smith     | 16 octombrie 1993         | Belfast, Irlanda de Nord | 5 |
| José Luis López                        | 13 aprilie 1996           | Liverpool, Anglia | 1 |
| Title vacated                          | 1996–1997                 | López's only defense was against Luis Ramón Campas on 6 octombrie 1996 in Los Angeles, California, Statele Unite.               | López's only defense was against Luis Ramón Campas on 6 octombrie 1996 in Los Angeles, California, Statele Unite.               |
| Mihai Leu def. Santiago Samaniego      | 22 februarie 1997         | Hamburg, Germania | 1 |
| Title vacated                          | 1997                      | Title vacated when Leu retired. His only defense was against Michael Carruth on 20 septembrie 1997 in Aachen, Germania.         | Title vacated when Leu retired. His only defense was against Michael Carruth on 20 septembrie 1997 in Aachen, Germania.         |
| Ahmed Kotiev def. Leonard Townsend     | 22 februarie 1997         | Stuttgart, Germania | 4 |
| Daniel Santos                          | 6 mai 2000                | Neuss, Germania | 2 |
| Title vacated                          | 21 iulie 2001             | Title vacated when a bout between Santos and Antonio Margarito in Bayamón, Puerto Rico ends in a no-contest in the first round. | Title vacated when a bout between Santos and Antonio Margarito in Bayamón, Puerto Rico ends in a no-contest in the first round. |
| Antonio Margarito def. Antonio Díaz    | 16 martie 2002            | Las Vegas, Nevada, Statele Unite                                                                                                | 7 |
| Paul Williams                          | 14 iulie 2007             | Carson City, California, Statele Unite                                                                                          | 0 |
| Carlos Quintana                        | 9 februarie 2008          | Temecula, California, Statele Unite                                                                                             | 0 |
| Paul Williams (2)                      | 7 iunie 2008              | Uncasville, Connecticut, Statele Unite                                                                                          | 0 |
| Title vacated                          | November 2008             | Williams vacated the title to fight for the Jr. Middleweight Title.                                                             | Williams vacated the title to fight for the Jr. Middleweight Title.                                                             |
| Miguel Cotto                           | 21 februarie 2009         | Madison Square Garden, New York, Statele Unite                                                                                  | 1 |
| Manny Pacquiao                         | 12 noiembrie 2011         | Las Vegas, Nevada, Statele Unite                                                                                                | 3 |
| Timothy Bradley                        | 9 iunie 2012              | Las Vegas, Nevada, Statele Unite                                                                                                | 2 |
| Manny Pacquiao (2)                     | 12 aprilie 2014           | Las Vegas, Nevada, Statele Unite                                                                                                | 1 |
| Floyd Mayweather Jr.                   | 2 mai 2015 – 3 iulie 2015 | Las Vegas, Nevada, Statele Unite                                                                                                | 0 |
| Title stripped                         | 6 iulie 2015              | Mayweather stripped of title for failing to pay a sanctioning fee and vacate his 2 junior middleweight titles                   | Mayweather stripped of title for failing to pay a sanctioning fee and vacate his 2 junior middleweight titles                   |
| Timothy Bradley interim champ promoted | 6 iulie 2015              | NA | 1 |
| Title vacated                          | 9 februarie 2016          | Bradley vacated in order to fight a third time with Manny Pacquiao                                                              | Bradley vacated in order to fight a third time with Manny Pacquiao                                                              |
| Jessie Vargas def. Sadam Ali           | 5 martie 2016             | Washington, District of Columbia                                                                                                | 0 |
| Manny Pacquiao (3)                     | 5 noiembrie 2016          | Las Vegas, Nevada, Statele Unite                                                                                                | 0 |
| Jeff Horn                              | 2 iulie 2017              | Brisbane, Australia | 1 |
| Terence Crawford                       | 9 iunie 2018 – prezent    | MGM Grand Garden Arena, Paradise, Nevada, SUA                                                                                   | 4 |

## Categoria junior semimijlocie
| Nume:                                                                               | Data:                 | Locul: | Apărarea titlului: |
| ----------------------------------------------------------------------------------- | --------------------- | --- | --- |
| Héctor Camacho def. Ray Mancini                                                     | 6 martie 1989         | Reno, Nevada, Statele Unite | 2 |
| Greg Haugen                                                                         | 23 februarie 1991     | Las Vegas, Nevada, Statele Unite | 0 |
| Héctor Camacho (2)                                                                  | 19 mai 1991           | Reno, Nevada, Statele Unite | 0 |
| Title vacated                                                                       | 1992                  | | |
| Carlos González def. Jimmy Paul                                                     | 29 iunie 1992         | Inglewood, California, Statele Unite | 3 |
| Zack Padilla                                                                        | 7 iunie 1993          | Las Vegas, Nevada, Statele Unite | 4 |
| Title vacated                                                                       | 24 iulie 1994         | Title vacated when Padilla retired after his final defense against Juan Laporte in Los Angeles, California.                                                                  | Title vacated when Padilla retired after his final defense against Juan Laporte in Los Angeles, California.                                                                  |
| Sammy Fuentes def. Fidel Avendano                                                   | 20 februarie 1995     | Inglewood, California, Statele Unite | 1 |
| Giovanni Parisi                                                                     | 9 martie 1996         | Milan, Italia | 5 |
| Carlos González (2)                                                                 | 29 mai 1998           | Pesaro, Italia | 0 |
| Randall Bailey                                                                      | 15 mai 1999           | Miami, Florida, Statele Unite | 2 |
| Ener Julio                                                                          | 22 iulie 2000         | Miami, Florida, Statele Unite | 0 |
| Title vacated                                                                       | June 2001             | Title vacated when a routine eye exam reveals that Julio has cataracts. | Title vacated when a routine eye exam reveals that Julio has cataracts. |
| DeMarcus Corley def. Felix Flores                                                   | 30 iunie 2001         | Las Vegas, Nevada, Statele Unite | 2 |
| Zab Judah                                                                           | 12 iulie 2003         | Las Vegas, Nevada, Statele Unite | 1 |
| Title vacated                                                                       | 2004                  | Judah vacated the title to move up to the Welterweight division. | Judah vacated the title to move up to the Welterweight division. |
| Miguel Cotto def. Kelson Pinto                                                      | 11 septembrie 2004    | San Juan, Puerto Rico | 6 |
| Title vacated                                                                       | 2006                  | Cotto vacated the title to move up to Welterweight and challenge for the WBA title His last defense was against Paul Malignaggi on 10 iunie 2006 in New York City, New York. | Cotto vacated the title to move up to Welterweight and challenge for the WBA title His last defense was against Paul Malignaggi on 10 iunie 2006 in New York City, New York. |
| Ricardo Torres def. Mike Arnaoutis                                                  | 18 noiembrie 2006     | Las Vegas, Nevada, Statele Unite | 3 |
| Kendall Holt def. Ricardo Torres                                                    | 5 iulie 2008          | Las Vegas, Nevada, Statele Unite | 1 |
| Timothy Bradley this bout was a title unification match for both WBO and WBC titles | 4 aprilie 2009        | Montreal, Quebec, Canada | 1 |
| Title vacated                                                                       | 27 iunie 2012         | Bradley vacated the title to move up to Welterweight and challenge for the WBO title His last defense was against Joel Casamayor on 12 noiembrie 2011 in Las Vegas.          | Bradley vacated the title to move up to Welterweight and challenge for the WBO title His last defense was against Joel Casamayor on 12 noiembrie 2011 in Las Vegas.          |
| Juan Manuel Márquez interim champ promoted                                          | 27 iunie 2012         | Mexico City, Mexic | 0 |
| Title vacated                                                                       | 12 octombrie 2013     | Márquez vacated the title to move up to Welterweight and challenge Timothy Bradley for the WBO belt                                                                          | Márquez vacated the title to move up to Welterweight and challenge Timothy Bradley for the WBO belt                                                                          |
| Mike Alvarado interim champ promoted                                                | 12 octombrie 2013     | Las Vegas, Nevada, Statele Unite | 0 |
| Ruslan Provodnikov                                                                  | 19 octombrie 2013     | Denver, Colorado, Statele Unite | 0 |
| Chris Algieri                                                                       | 14 iunie 2014         | Brooklyn, New York, Statele Unite | 0 |
| Title stripped                                                                      | 22 noiembrie 2014     | Algieri was stripped of title before challenging Manny Pacquiao for the WBO welterweight belt.                                                                               | Algieri was stripped of title before challenging Manny Pacquiao for the WBO welterweight belt.                                                                               |
| Terence Crawford def. Thomas Dulorme                                                | 18 aprilie 2015       | Arlington, Texas | 6 |
| Titlu vacant                                                                        | 26 octombrie 2017     | Crawford lăsat centura vacantă pentru a urca la categoria semimijlocie. | Crawford lăsat centura vacantă pentru a urca la categoria semimijlocie. |
| Maurice Hooker l-a învins pe. Terry Flanagan                                        | 9 iunie 2018          | Manchester, Anglia | 2 |
| José Ramírez                                                                        | 28 iulie 2019         | College Park Center, Arlington, Texas, SUA | 1 |
| Josh Taylor                                                                         | 22 mai 2021 – prezent | Virgin Hotels Las Vegas, Paradise, Nevada, SUA | 0 |

## Categoria ușoară
| Nume:                                  | Data:                       | Locul: | Apărarea titlului: |
| -------------------------------------- | --------------------------- | --- | --- |
| Mauricio Aceves def. Amancio Castro    | 6 mai 1989                  | Santa Ana, California, Statele Unite | 1 |
| Dingaan Thobela                        | 22 septembrie 1990          | Brownsville, Texas, Statele Unite | 2 |
| Title vacated                          | 1991                        | Thobela's last defense was against Antonio Rivera on 14 septembrie 1991 in Johannesburg, South Africa.                                                                          | Thobela's last defense was against Antonio Rivera on 14 septembrie 1991 in Johannesburg, South Africa.                                                                          |
| Giovanni Parisi def. Javier Altamirano | 25 septembrie 1992          | Voghera, Italia | 2 |
| Title vacated                          | 1993                        | Parisi's last defense was against Antonio Rivera on 24 septembrie 1993 in Roma, Italia.                                                                                         | Parisi's last defense was against Antonio Rivera on 24 septembrie 1993 in Roma, Italia.                                                                                         |
| Oscar De La Hoya def. Jorge Páez       | 29 iulie 1994               | Las Vegas, Nevada, Statele Unite | 6 |
| Title vacated                          | 1996                        | de la Hoya's last defense was against Jesse James Leija on 15 decembrie 1995 in New York City, New York, Statele Unite.                                                         | de la Hoya's last defense was against Jesse James Leija on 15 decembrie 1995 in New York City, New York, Statele Unite.                                                         |
| Artur Grigorian def. Antonio Rivera    | 13 aprilie 1996             | Hamburg, Germania | 17 |
| Acelino Freitas                        | 3 ianuarie 2004             | Mashantucket, Connecticut, Statele Unite | 0 |
| Diego Corrales                         | 7 august 2004               | Mashantucket, Connecticut, Statele Unite | 1 |
| Title vacated                          | 2006                        | Corrales' only defense was against José Luis Castillo on 7 mai 2005 in Las Vegas, Nevada.                                                                                       | Corrales' only defense was against José Luis Castillo on 7 mai 2005 in Las Vegas, Nevada.                                                                                       |
| Acelino Freitas (2) def. Zahir Raheem  | 29 aprilie 2006             | Mashantucket, Connecticut, SUA | 0 |
| Juan Díaz                              | 28 aprilie 2007             | Mashantucket, Connecticut, SUA | 1 |
| Nate Campbell                          | 8 martie 2008               | Cancún, Mexic | 0 |
| Titlu vacant                           | 14 februarie 2009           | Campbell was stripped of the title for being unable to make weight for his next fight against Ali Funeka on 14 februarie 2009 in Sunrise, Florida, Statele Unite                | Campbell was stripped of the title for being unable to make weight for his next fight against Ali Funeka on 14 februarie 2009 in Sunrise, Florida, Statele Unite                |
| Juan Manuel Márquez def. Juan Díaz     | 28 februarie 2009           | Houston, Texas, SUA | 2 |
| Titlu vacant                           | Martie 2011                 | Márquez vacates to move up to welterweight. Last defense on 27 noiembrie 2010 at Las Vegas, Nevada against Michael Katsidis                                                     | Márquez vacates to move up to welterweight. Last defense on 27 noiembrie 2010 at Las Vegas, Nevada against Michael Katsidis                                                     |
| Ricky Burns def. Michael Katsidis      | 5 noiembrie 2011            | Londra, Anglia | 5 |
| Terence Crawford                       | 1 martie 2014               | Glasgow, Scoția | 2 |
| Titlu vacant                           | 24 martie 2015              | Crawford a lăsat vacantă centura pentru a lupta pentru cea super lightweight. Ultima apărare a fost împotriva lui Raymundo Beltrán pe 29 noiembrie 2014 la Omaha, Nebraska, SUA | Crawford a lăsat vacantă centura pentru a lupta pentru cea super lightweight. Ultima apărare a fost împotriva lui Raymundo Beltrán pe 29 noiembrie 2014 la Omaha, Nebraska, SUA |
| Terry Flanagan def. Jose Zepeda        | 11 iulie 2015               | Manchester, Anglia | 5 |
| Titlu vacant                           | 26 octombrie 2017           | Flanagan a lăsat centura vacantă pentru a urca la super lightweight | Flanagan a lăsat centura vacantă pentru a urca la super lightweight |
| Ray Beltrán l-a învins pe Paulus Moses | 16 februarie 2018           | Reno, Nevada | 0 |
| José Pedraza                           | 25 August 2018              | Glendale, Arizona | 0 |
| Vasyl Lomachenko                       | 8 decembrie 2018            | New York | 3 |
| Teófimo López                          | 17 octombrie 2020 – prezent | Paradise, Nevada | 0 |

## Categoria junior ușoară
| Nume:                                       | Data:                 | Locul: | Apărarea titlului: |
| ------------------------------------------- | --------------------- | --- | --- |
| John John Molina def. Juan Laporte          | 29 aprilie 1989       | San Juan, Puerto Rico | 0 |
| Title vacated                               | 1989                  | | |
| Kamel Bou Ali def. Antonio Rivera           | 9 decembrie 1989      | Teramo, Italia | 2 |
| Daniel Londas                               | 21 martie 1992        | San Rufo, Italia | 0 |
| Jimmi Bredahl                               | 4 septembrie 1992     | Copenhaga, Danemarca | 1 |
| Oscar De La Hoya                            | 5 martie 1994         | Los Angeles, California, Statele Unite | 1 |
| Title vacated                               | 1994                  | de la Hoya vacated the title in order to move up to the Lightweight division. Only defense against Giorgio Campanella on Apr 1994 at Las Vegas, Nevada                                                                 | de la Hoya vacated the title in order to move up to the Lightweight division. Only defense against Giorgio Campanella on Apr 1994 at Las Vegas, Nevada                                                                 |
| Regilio Tuur def. Eugene Speed              | 24 septembrie 1994    | Rotterdam, Olanda | 6 |
| Title vacated                               | 1996–1997             | Titel vacated because of Tuur's retirement. Tuur's last defense was against Jose Vida Ramos on 6 septembrie 1996 in Atlantic City, New Jersey, Statele Unite.                                                          | Titel vacated because of Tuur's retirement. Tuur's last defense was against Jose Vida Ramos on 6 septembrie 1996 in Atlantic City, New Jersey, Statele Unite.                                                          |
| Barry Jones def. Wilson Palacio             | 19 decembrie 1997     | Londra, Anglia | 0 |
| Title vacated                               | 1998                  | Jones lost his boxing license after a brain scan found an anomaly. The WBO vacated his title before Jones regained his license                                                                                         | Jones lost his boxing license after a brain scan found an anomaly. The WBO vacated his title before Jones regained his license                                                                                         |
| Anatoly Alexandrov def. Julien Lorcy        | 16 mai 1998           | Paris, Franța | 1 |
| Acelino Freitas                             | 7 august 1999         | Le Cannet, Franța | 11 |
| Title vacated                               | 2003                  | Freitas vacated the title to move up to the lightweight division. His last defense was against Jorge Rodrigo Barrios on 9 august 2003 in Miami, Florida.                                                               | Freitas vacated the title to move up to the lightweight division. His last defense was against Jorge Rodrigo Barrios on 9 august 2003 in Miami, Florida.                                                               |
| Diego Corrales def. Joel Casamayor          | 6 martie 2004         | Mashantucket, Connecticut, Statele Unite | 0 |
| Title vacated                               | 2004                  | Corrales vacated the title to move up to the lightweight division. | Corrales vacated the title to move up to the lightweight division. |
| Mike Anchondo def. Pablo Chacón             | 15 iulie 2004         | Dallas, Texas, Statele Unite | 0 |
| Jorge Rodrigo Barrios                       | 8 aprilie 2005        | Miami, Florida, Statele Unite | 2 |
| Title vacated                               | 15 septembrie 2006    | Barrios was stripped of the title after he was overweight for his scheduled September 16 defense against Joan Guzmán. His last defense was against Janos Nagy on 20 mai 2006 in Los Angeles, California, Statele Unite | Barrios was stripped of the title after he was overweight for his scheduled September 16 defense against Joan Guzmán. His last defense was against Janos Nagy on 20 mai 2006 in Los Angeles, California, Statele Unite |
| Joan Guzmán def. Jorge Rodrigo Barrios      | 16 septembrie 2006    | Las Vegas, Nevada, Statele Unite | 2 |
| Title vacated                               | May 2008              | Guzman vacated the title after deciding to move up to Lightweight. Last defense against Humberto Soto on November 2007 at Atlantic City, Statele Unite                                                                 | Guzman vacated the title after deciding to move up to Lightweight. Last defense against Humberto Soto on November 2007 at Atlantic City, Statele Unite                                                                 |
| Alex Arthur interim champ promoted          | May 2008              | NA | 0 |
| Nicky Cook                                  | 9 septembrie 2008     | Manchester, Anglia | 0 |
| Román Martínez                              | 14 martie 2009        | Manchester, Anglia | 2 |
| Ricky Burns                                 | 4 septembrie 2010     | Glasgow, Scoția | 3 |
| Title vacated                               | Aug 2011              | Burns vacated the title after deciding to move up to Lightweight. Last defense against Nicky Cook on July 2011 at Liverpool, Anglia                                                                                    | Burns vacated the title after deciding to move up to Lightweight. Last defense against Nicky Cook on July 2011 at Liverpool, Anglia                                                                                    |
| Adrien Broner def. Vicente Martín Rodríguez | 26 noiembrie 2011     | Cincinnati, Ohio, Statele Unite | 2 |
| Title vacated                               | August 2012           | Broner vacated the title after deciding to move up to Lightweight. Last defense against Vicente Escobedo on July 2012 at Cincinnati, Ohio, Statele Unite                                                               | Broner vacated the title after deciding to move up to Lightweight. Last defense against Vicente Escobedo on July 2012 at Cincinnati, Ohio, Statele Unite                                                               |
| Román Martínez def. Miguel Beltrán Jr.      | 15 septembrie 2012    | Las Vegas, Nevada, Statele Unite | 2 |
| Mikey Garcia                                | 9 noiembrie 2013      | Corpus Christi, Texas, Statele Unite | 1 |
| Title vacated                               | October 2014          | Garcia vacated the title to move up in weight. Only defense against Juan Carlos Burgos on January 2014 at Cincinnati, Madison Square Garden, New York, Statele Unite                                                   | Garcia vacated the title to move up in weight. Only defense against Juan Carlos Burgos on January 2014 at Cincinnati, Madison Square Garden, New York, Statele Unite                                                   |
| Orlando Salido interim champ promoted       | 14 octombrie 2014     | NA | 0 |
| Román Martínez                              | 11 aprilie 2015       | San Juan, Puerto Rico | 1 |
| Vasyl Lomachenko                            | 11 iunie 2016         | New York City, New York, Statele Unite | 4 |
| Titlu vacant                                | 23 mai 2018           | Lomachenko a lăsat centura vacantă după ce a câștigat cea WBA Lightweight împotriva lui Jorge Linares | Lomachenko a lăsat centura vacantă după ce a câștigat cea WBA Lightweight împotriva lui Jorge Linares |
| Masayuki Ito l-a învins pe Christopher Díaz | 28 iulie 2018         | Kissimmee, SUA | 1 |
| Jamel Herring                               | 25 mai 2019 – prezent | Kissimmee, Florida, SUA | 3 |

## Categoria pană
| Nume:                                                                            | Data:                            | Locul: | Apărarea titlului: |
| -------------------------------------------------------------------------------- | -------------------------------- | --- | --- |
| Maurizio Stecca def. Pedro Nolasco                                               | 28 ianuarie 1989                 | Milan, Italia | 1 |
| Louie Espinoza                                                                   | 11 noiembrie 1989                | Rimini, Italia | 0 |
| Jorge Páez                                                                       | 7 aprilie 1990                   | Las Vegas, Nevada, Statele Unite | 1 |
| Title vacated                                                                    | 1990                             | Paez's only defense was against Troy Dorsey on 8 iulie 1990 in Las Vegas, Nevada.                                                                                        | Paez's only defense was against Troy Dorsey on 8 iulie 1990 in Las Vegas, Nevada.                                                                                        |
| Maurizio Stecca (2) def. Armando Juan Reyes                                      | 26 ianuarie 1991                 | Sassari, Italia | 2 |
| Colin McMillan                                                                   | 16 februarie 1992                | Londra, Anglia | 0 |
| Rubén Darío Palacios                                                             | 26 septembrie 1992               | Londra, Anglia | 0 |
| Title vacated                                                                    | 1992                             | Title vacated when Palacios retired. | Title vacated when Palacios retired. |
| Steve Robinson def. John Davison                                                 | 17 aprilie 1993                  | Washington, Anglia | 7 |
| Naseem Hamed                                                                     | 30 septembrie 1995               | Cardiff, Wales | 15 |
| Title vacated                                                                    | 30 septembrie 2000               | Hamed's last defense was against Augie Sanchez on 19 august 2000 in Mashantucket, Connecticut, Statele Unite.                                                            | Hamed's last defense was against Augie Sanchez on 19 august 2000 in Mashantucket, Connecticut, Statele Unite.                                                            |
| István Kovács def. Antonio Díaz                                                  | 27 ianuarie 2001                 | München, Germania | 0 |
| Pablo Chacón                                                                     | 16 iunie 2001                    | Budapesta, Ungaria | 2 |
| Title vacated                                                                    | 2002                             | Chacón's last defense was against Victor Polo on 19 ianuarie 2002 in Londra, Anglia                                                                                      | Chacón's last defense was against Victor Polo on 19 ianuarie 2002 in Londra, Anglia                                                                                      |
| Scott Harrison def. Victor Santiago                                              | 8 iunie 2002                     | Glasgow, Scoția | 2 |
| Manuel Medina                                                                    | 12 iulie 2003                    | Glasgow, Scoția | 0 |
| Scott Harrison (2)                                                               | 29 noiembrie 2003                | Glasgow, Scoția | 6 |
| Title vacated                                                                    | June 2006                        | Harrison was stripped of the title after pulling out of a scheduled defense. His last defense was against Nedal Hussein on 5 noiembrie 2005 in Glasgow, Scoția.          | Harrison was stripped of the title after pulling out of a scheduled defense. His last defense was against Nedal Hussein on 5 noiembrie 2005 in Glasgow, Scoția.          |
| Juan Manuel Márquez def. Terdsak Jandaeng                                        | 5 august 2006                    | Stateline, Nevada, Statele Unite | 1 |
| Title vacated                                                                    | February 2007                    | Márquez vacates to move up to super featherweight. Only defense against Jimrex Jaca in November 2006 at Hidalgo, Texas                                                   | Márquez vacates to move up to super featherweight. Only defense against Jimrex Jaca in November 2006 at Hidalgo, Texas                                                   |
| Steven Luevano                                                                   | 14 iulie 2007                    | Londra, Anglia | 5 |
| Juan Manuel López                                                                | 23 ianuarie 2010                 | New York City, SUA | 1 |
| Orlando Salido                                                                   | 16 aprilie 2011                  | Bayamón, Puerto Rico | 2 |
| Mikey Garcia                                                                     | 19 ianuarie 2013                 | Madison Square Garden, New York | 0 |
| Title stripped                                                                   | 14 iunie 2013                    | Garcia stripped of title for not making weight in his defense against Juan Manuel López in June 2013 at Dallas, Texas. TItle at stakes for Lopez only, who lost the bout | Garcia stripped of title for not making weight in his defense against Juan Manuel López in June 2013 at Dallas, Texas. TItle at stakes for Lopez only, who lost the bout |
| Orlando Salido (2) def. Orlando Cruz                                             | 12 octombrie 2013                | Las Vegas, Nevada | 0 |
| Title vacated                                                                    | 1 martie 2014                    | Title stripped after Salido couldn't make weight on his defense against Vasyl Lomachenko. Title was at stake for Lomachenko but Salido won via split decision.           | Title stripped after Salido couldn't make weight on his defense against Vasyl Lomachenko. Title was at stake for Lomachenko but Salido won via split decision.           |
| Vasyl Lomachenko def. Gary Russell Jr.                                           | 21 iunie 2014                    | Carson, California | 3 |
| Titlu vacant                                                                     | 21 iulie 2016                    | Vacated after winning WBO Super featherweight title against Román Martínez                                                                                               | Vacated after winning WBO Super featherweight title against Román Martínez                                                                                               |
| Óscar Valdez l-a învins pe Matías Rueda                                          | 23 iulie 2016 — 2 august 2019    | Las Vegas, Nevada | 6 |
| Valdez a lăsat centura vacantă pentru a urca la categoria junior lightweight.    |                                  | | |
| Shakur Stevenson (l-a învins pe Joet Gonzalez)                                   | 26 octombrie 2019 – 7 iulie 2020 | Reno, Nevada | 0 |
| Stevenson a lăsat centura vacantă pentru a urca la categoria junior lightweight. |                                  | | |
| Emanuel Navarrete (l-a învins pe Ruben Villa)                                    | 9 octombrie 2020 – prezent       | Paradise, Nevada | 1 |

## Categoria junior pană
| Nume:                                                                       | Data:                                 | Locul: | Apărarea titlului: |
| --------------------------------------------------------------------------- | ------------------------------------- | --- | --- |
| Kenny Mitchell def. Julio Gervacio                                          | 29 aprilie 1989                       | San Juan, Puerto Rico | 1 |
| Valerio Nati                                                                | 9 decembrie 1989                      | Teramo, Italia | 0 |
| Orlando Fernandez                                                           | 12 mai 1990                           | Sassari, Italia | 0 |
| Jesse Benavides                                                             | 24 mai 1991                           | Corpus Christi, Texas, Statele Unite | 1 |
| Duke McKenzie                                                               | 15 octombrie 1992                     | Londra, Anglia | 0 |
| Daniel Jiménez                                                              | 9 iunie 1993                          | Londra, Anglia | 4 |
| Marco Antonio Barrera                                                       | 31 martie 1995                        | Anaheim, California, Statele Unite | 8 |
| Junior Jones                                                                | 22 noiembrie 1996                     | Tampa, Florida, Statele Unite | 1 |
| Kennedy McKinney                                                            | 18 aprilie 1997                       | New York City, New York, Statele Unite | 0 |
| Title vacated                                                               | 1998                                  | McKinney vacates to fight for featherweight title. | McKinney vacates to fight for featherweight title. |
| Marco Antonio Barrera (2) def. Richie Wenton                                | 31 octombrie 1998 – 19 februarie 2000 | Atlantic City, New Jersey, Statele Unite | 2 |
| Marco Antonio Barrera (3) reinstated as champion                            | March 2000                            | | 2 |
| Title vacated                                                               | 7 aprilie 2001                        | Title vacated when Barrera wins the vacant IBO Featherweight title, defeating Naseem Hamed in Las Vegas, Nevada. His last defense was against Jesús Salud on 1 decembrie 2000 also in Las Vegas.                                         | Title vacated when Barrera wins the vacant IBO Featherweight title, defeating Naseem Hamed in Las Vegas, Nevada. His last defense was against Jesús Salud on 1 decembrie 2000 also in Las Vegas.                                         |
| Agapito Sánchez def. Jorge Monsalvo                                         | 23 iunie 2001                         | Las Vegas, Nevada, Statele Unite | 1 |
| Title vacated                                                               | 2002                                  | Title stripped due to inactivity. Only defense was a draw against Manny Pacquiao on 11 noiembrie 2001 at San Francisco, California | Title stripped due to inactivity. Only defense was a draw against Manny Pacquiao on 11 noiembrie 2001 at San Francisco, California |
| Joan Guzmán def. Jorge Monsalvo                                             | 17 august 2002                        | Cardiff, Wales | 2 |
| Title vacated                                                               | July 2005                             | The WBO stripped Guzman of the title due to his not making weight for a defense against Marcos Licona, scheduled for November 6. His last defense was against Fernando Beltrán, Jr. on 22 aprilie 2005 in Hidalgo, Texas, Statele Unite. | The WBO stripped Guzman of the title due to his not making weight for a defense against Marcos Licona, scheduled for November 6. His last defense was against Fernando Beltrán, Jr. on 22 aprilie 2005 in Hidalgo, Texas, Statele Unite. |
| Daniel Ponce de León def. Sod Looknongyangtoy                               | 29 octombrie 2005                     | Tucson, Arizona, Statele Unite | 6 |
| Juan Manuel López                                                           | 7 iunie 2008                          | Atlantic City, New Jersey, Statele Unite | 5 |
| Title vacated                                                               | 23 ianuarie 2010                      | Juan Manuel López vacated the title to move up to Featherweight. Last defense was on 10 octombrie 2009 against Rogers Mtagwa at the Madison Square Garden, New York                                                                      | Juan Manuel López vacated the title to move up to Featherweight. Last defense was on 10 octombrie 2009 against Rogers Mtagwa at the Madison Square Garden, New York                                                                      |
| Wilfredo Vázquez Jr. def. Marvin Sonsona                                    | 27 februarie 2010                     | Bayamón, Puerto Rico | 2 |
| Jorge Arce                                                                  | 7 mai 2011                            | MGM Grand, Las Vegas | 1 |
| Title vacated                                                               | November 2011                         | Arce vacates to go down to bantamweight. Only defense was against Simphiwe Nongqayi on 24 septembrie 2011 at Mexicali, Mexic | Arce vacates to go down to bantamweight. Only defense was against Simphiwe Nongqayi on 24 septembrie 2011 at Mexicali, Mexic |
| Nonito Donaire def. Wilfredo Vázquez Jr.                                    | 4 februarie 2012                      | San Antonio, Texas | 3 |
| Guillermo Rigondeaux                                                        | 13 aprilie 2013                       | New York, New York | 3 |
| Title vacated                                                               | 28 octombrie 2015                     | Rigondeaux was stripped of title due to inactivity | Rigondeaux was stripped of title due to inactivity |
| Nonito Donaire def. César Juárez                                            | 11 decembrie 2015                     | San Juan, Puerto Rico | 1 |
| Jessie Magdaleno                                                            | 5 noiembrie 2016                      | Las Vegas, SUA | 1 |
| Isaac Dogboe                                                                | 28 aprilie 2018                       | Philadelphia, SUA | 1 |
| Emanuel Navarrete                                                           | 8 decembrie 2018 – 11 iulie 2020      | New York City, New York, SUA | 5 |
| Navarrete a lăsat centura vacantă pentru a urca la categoria featherweight. |                                       | | |
| Angelo Leo (l-a învins pe Tramaine Williams)                                | 1 August 2020                         | Montville, Connecticut, SUA | 0 |
| Stephen Fulton                                                              | 23 ianuarie 2021 – prezent            | Montville, Connecticut, SUA | 0 |

## Categoria cocoș
| Nume:                                                | Data:                       | Locul:                                       | Apărarea titlului: |
| ---------------------------------------------------- | --------------------------- | -------------------------------------------- | ------------------ |
| Israel Contreras l-a învins pe Maurizio Lupino       | Februarie 3, 1989           | Caracas, Venezuela                           | 1                  |
| Titlu vacant                                         | 1990                        |                                              |                    |
| Gaby Canizales l-a învins pe Miguel "Happy" Lora     | Martie 12, 1991             | Auburn Hills, Michigan, SUA                  | 0                  |
| Duke McKenzie                                        | Martie 12, 1991             | Londra, Anglia                               | 2                  |
| Rafael del Valle                                     | Mai 13, 1992                | Londra, Anglia                               | 2                  |
| Alfred Kotey                                         | Iulie 30, 1994              | Londra, Anglia                               | 2                  |
| Daniel Jiménez                                       | Octombrie 21, 1995          | Londra, Anglia                               | 1                  |
| Robbie Regan                                         | Aprilie 26, 1996            | Cardiff, Țara Galilor                        | 0                  |
| Titlu vacant                                         | 1996                        |                                              |                    |
| Jorge Eliécer Julio l-a învins pe Oscar Maldonado    | Iulie 28, 1997              | Inglewood, California, SUA                   | 3                  |
| Johnny Tapia                                         | Ianuarie 8, 2000            | Albuquerque, New Mexico, SUA                 | 1                  |
| Titlu vacant                                         | 2000                        |                                              |                    |
| Mauricio Martinez l-a învins pe Lester Fuentes       | Septembrie 4, 2000          | Manchester, Anglia                           | 1                  |
| Cruz Carbajal                                        | Martie 15, 2002             | Veracruz, Mexic                              | 2                  |
| Ratanachai Sor Vorapin                               | Mai 7, 2004                 | Bangkok, Thailanda                           | 1                  |
| Jhonny González                                      | Octombrie 29, 2005          | Tucson, Arizona, SUA                         | 1                  |
| Gerry Peñalosa                                       | 11 august 2007              | Sacramento, California, SUA                  | 1                  |
| Titlu vacant                                         | Aprilie 2009                |                                              |                    |
| Fernando Montiel l-a învins pe Diego Oscar Silva     | Martie 28, 2009             | Baja California, Mexic                       | 2                  |
| Nonito Donaire                                       | Februarie 19, 2011          | Las Vegas, Nevada, SUA                       | 2                  |
| Titlu vacant                                         | Octombrie 2011              |                                              |                    |
| Jorge Arce l-a învins pe Angky Angkotta              | Noiembrie 26, 2011          | Plaza de Toros Rea, Mazatlan, Sinaloa, Mexic | 0                  |
| Titlu vacant                                         | August 2012                 |                                              |                    |
| Pungluang Sor Singyu l-a învins pe A. J. Banal       | Octombrie 20, 2012          | Pasay City, Metro Manila, Filipine           | 0                  |
| Paulus Ambunda                                       | 2 martie 2013               | Windhoek, Namibia                            | 0                  |
| Tomoki Kameda                                        | 1 august 2013               | Cebu, Filipine                               | 3                  |
| Titlu vacant                                         | Aprilie 23, 2015            |                                              |                    |
| Pungluang Sor Singyu l-a învins pe Ryo Akaho         | 8 august 2015               | Ratchaburi, Thailanda                        | 1                  |
| Marlon Tapales                                       | Iulie 27, 2016              | Ayutthaya, Thailanda                         | 0                  |
| Titlu deposedat                                      | Aprilie 22, 2017            |                                              |                    |
| Zolani Tete a fost promovat precum campion interimar | Aprilie 23, 2017            | N/A                                          | 3                  |
| John Riel Casimero                                   | 30 noiembrie 2019 – prezent | Birmingham, Anglia                           | 2                  |

## Categoria junior cocoș
| Nume:                                                                          | Data:                                 | Locul:                       | Apărarea titlului: |
| ------------------------------------------------------------------------------ | ------------------------------------- | ---------------------------- | ------------------ |
| José Ruíz Matos l-a învins pe Bebis Rojas                                      | Aprilie 29, 1989                      | San Juan, Puerto Rico        | 4                  |
| José Quirino                                                                   | Februarie 22, 1992                    | Las Vegas, Nevada, SUA       | 0                  |
| Johnny Bredahl                                                                 | Septembrie 4, 1992                    | Copenhaga, Danemarca         | 3                  |
| Titlu vacant                                                                   | 1994                                  |                              |                    |
| Johnny Tapia l-a învins pe Henry Martínez                                      | Octombrie 14, 1994                    | Albuquerque, New Mexico, SUA | 13                 |
| Titlu vacant                                                                   | 1998                                  |                              |                    |
| Victor Godoi l-a învins pe Pedro Morquecho                                     | 7 noiembrie 1998                      | Chubut, Argentina            | 0                  |
| Diego Morales                                                                  | Iunie 7, 1999                         | Tijuana, Mexic               | 1                  |
| Adonis Rivas                                                                   | Noiembrie 20, 1999                    | Las Vegas, Nevada, SUA       | 2                  |
| Pedro Alcázar                                                                  | 16 iunie 2001                         | Ciudad de Panamá, Panama     | 1                  |
| Fernando Montiel                                                               | 22 iunie 2002                         | Las Vegas, Nevada, SUA       | 1                  |
| Mark Johnson                                                                   | 16 august 2003                        | Uncasville, Connecticut, SUA | 1                  |
| Iván Hernández                                                                 | Septembrie 25, 2004                   | Memphis, Tennessee, SUA      | 0                  |
| Fernando Montiel (2)                                                           | 9 aprilie 2005                        | El Paso, Texas, SUA          | 6                  |
| Titlu vacant                                                                   | 2009                                  |                              |                    |
| José López l-a învins pe Pramuansak Posuwan                                    | Martie 28, 2009                       | Bayamón, Puerto Rico         | 0                  |
| Marvin Sonsona                                                                 | Septembrie 4, 2009                    | Rama, Ontario, Canada        | 0                  |
| Titlu vacant                                                                   | 2009                                  |                              |                    |
| Jorge Arce l-a învins pe Angky Angkota                                         | 30 ianuarie 2010                      | Mexico City, Mexic           | 0                  |
| Titlu vacant                                                                   | Aprilie 24, 2010                      |                              |                    |
| Omar Andrés Narváez l-a învins pe Everth Briceño                               | Mai 15, 2010                          | Buenos Aires, Argentina      | 11                 |
| Naoya Inoue                                                                    | 30 decembrie 2014 — 6 martie 2018     | Tokio, Japonia               | 7                  |
| Inoue a lăsat centura vacantă pentru a urca la categoria cocoș.                |                                       |                              |                    |
| Donnie Nietes (l-a învins pe Kazuto Ioka)                                      | 31 decembrie 2018 – 28 februarie 2019 | Macau, SAR                   | 0                  |
| Nietes a lăsat vacantă centura pentru a urmări o luptă de definire a carierei. |                                       |                              |                    |
| Kazuto Ioka (l-a învins pe Aston Palicte)                                      | 19 iunie 2019 – prezent               | Chiba, Japonia               | 2                  |

## Categoria muscă
| Nume:                                                                          | Data:                                 | Locul:                      | Apărarea titlului: |
| ------------------------------------------------------------------------------ | ------------------------------------- | --------------------------- | ------------------ |
| Elvis Álvarez def. Miguel Mercedes                                             | Martie 3, 1989                        | Medellín, Columbia          | 0                  |
| Titlu vacant                                                                   | Martie 1990                           |                             |                    |
| Isidro Pérez l-a învins pe Angel Rosario                                       | 18 august 1990                        | Ponce, Puerto Rico          | 2                  |
| Pat Clinton                                                                    | 18 martie 1992                        | Glasgow, Scoția             | 1                  |
| Jacob Matlala                                                                  | 15 mai 1993                           | Glasgow, Scoția             | 3                  |
| Alberto Jiménez                                                                | 11 februarie 1995                     | Hammanskraal, Africa de Sud | 5                  |
| Carlos Gabriel Salazar                                                         | Decembrie 13, 1996                    | Buenos Aires, Argentina     | 5                  |
| Ruben Sánchez León                                                             | 14 august 1998                        | Mexicali, Mexic             | 1                  |
| José López                                                                     | Aprilie 23, 1999                      | Zaragoza, Spania            | 1                  |
| Titlu vacant                                                                   | 1999                                  |                             |                    |
| Isidro García l-a învins pe José López                                         | Decembrie 18, 1999                    | Indio, California, SUA      | 1                  |
| Fernando Montiel                                                               | Decembrie 15, 2000                    | Ciudad Obregón, Mexic       | 3                  |
| Titlu vacant                                                                   | 2001–2002                             |                             |                    |
| Adonis Rivas l-a învins pe Jair Jimenez                                        | 4 mai 2002                            | Managua, Nicaragua          | 0                  |
| Omar Andrés Narváez                                                            | Iulie 13, 2002                        | Buenos Aires, Argentina     | 16                 |
| Titlu vacant                                                                   | 2010                                  |                             |                    |
| Julio César Miranda l-a învins pe Richie Mepranum                              | Iunie 12, 2010                        | Puebla, Mexic               | 3                  |
| Brian Viloria                                                                  | Iulie 16, 2011                        | Honolulu, Hawaii, SUA       | 3                  |
| Juan Francisco Estrada                                                         | Aprilie 6, 2013                       | Macao, China                | 5                  |
| Titlu vacant                                                                   | 14 septembrie 2016                    |                             |                    |
| Zou Shiming l-a învins pe Prasitsak Phaprom                                    | Noiembrie 5, 2016                     | Las Vegas, SUA              | 0                  |
| Sho Kimura                                                                     | Iulie 28, 2017                        | Shanghai, China             | 2                  |
| Kosei Tanaka                                                                   | 24 septembrie 2018 – 31 ianuarie 2020 | Nagoya, Japonia             | 3                  |
| Tanaka a lăsat centura vacantă pentru a urca la categoria junior bantamweight. |                                       |                             |                    |
| Junto Nakatani (l-a învins pe Giemel Magramo)                                  | 6 noiembrie 2020 – prezent            | Tokyo, Japonia              | 0                  |

## Categoria junior muscă
| Nume:                                           | Data:                   | Locul:                                                          | Apărarea titlului:                                              |
| ----------------------------------------------- | ----------------------- | --------------------------------------------------------------- | --------------------------------------------------------------- |
| Jose De Jesus l-a învins pe Fernando Martínez   | 19 mai 1989             | San Juan, Puerto Rico                                           | 3                                                               |
| Title vacated                                   | March 1992              |                                                                 |                                                                 |
| Josué Camacho l-a învins pe Eddie Vallejo       | Iulie 31, 1992          | San Juan, Puerto Rico                                           | 1                                                               |
| Michael Carbajal                                | Iulie 15, 1994          | Phoenix, Arizona, SUA                                           | 0                                                               |
| Titlu vacant                                    | 1994                    |                                                                 |                                                                 |
| Paul Weir l-a învins pe Paul Oulden             | 23 noiembrie 1994       | Irvine, Scoția                                                  | 1                                                               |
| Jacob Matlala                                   | Noiembrie 18, 1995      | Glasgow, Scoția                                                 | 2                                                               |
| Titlu vacant                                    | 1997                    |                                                                 |                                                                 |
| Jesús Chong l-a învins pe Eric Griffin          | 31 mai 1997             | Las Vegas, Nevada, SUA                                          | 0                                                               |
| Melchor Cob Castro                              | 25 august 1997          | Inglewood, California, SUA                                      | 0                                                               |
| Juan Domingo Córdoba                            | 17 ianuarie 1998        | Santiago del Estero, Argentina                                  | 1                                                               |
| Jorge Arce                                      | 5 decembrie 1998        | Tijuana, Mexic                                                  | 1                                                               |
| Michael Carbajal (2)                            | 31 iulie 1999           | Tijuana, Mexic                                                  | 0                                                               |
| Titlu vacant                                    | August 1999             |                                                                 |                                                                 |
| Masibulele Makepula l-a învins pe Jacob Matlala | 19 februarie 2000       | Brakpan, Africa de Sud                                          | 0                                                               |
| Titlu vacant                                    | 2000                    |                                                                 |                                                                 |
| Nelson Dieppa def. Andy Tabanas                 | 14 aprilie 2001         | New York City, Statele Unite                                    | 5                                                               |
| Hugo Cázares                                    | 30 aprilie 2005         | San Juan, Puerto Rico                                           | 4                                                               |
| Iván Calderón                                   | 25 august 2007          | Guaynabo, Puerto Rico                                           | 6                                                               |
| Giovani Segura                                  | 28 august 2010          | Guaynabo, Puerto Rico                                           | 1                                                               |
| Titlu vacant                                    | April 2011              |                                                                 |                                                                 |
| Jesús Géles interim champ promoted              | April 2011              | NA                                                              | 0                                                               |
| Ramón García Hirales                            | 30 aprilie 2011         | Mexico City, Mexic                                              | 0                                                               |
| Donnie Nietes                                   | 8 octombrie 2011        | Bacolod, Filipine                                               | 9                                                               |
| Title vacated                                   | 17 august 2016          |                                                                 |                                                                 |
| Kosei Tanaka l-a învins pe Moisés Fuentes       | 31 decembrie 2016       | Gifu, Japonia                                                   | 2                                                               |
| Titlu vacant                                    | 1 decembrie 2017        | Tanaka a lăsat centura vacantă pentru a urca la categoria muscă | Tanaka a lăsat centura vacantă pentru a urca la categoria muscă |
| Ángel Acosta                                    | 2 decembrie 2017        | New York City, New York, SUA                                    | 3                                                               |
| Elwin Soto                                      | 21 iunie 2019 – prezent | Indio, California, SUA                                          | 3                                                               |

## Categoria pai
| Nume:                                            | Data:                    | Locul: | Apărarea titlului: |
| ------------------------------------------------ | ------------------------ | --- | --- |
| Rafael Torres def. Yamil Caraballo               | 30 august 1989           | Santo Domingo, Dominican Republic | 1 |
| Titlu vacant                                     | 1993                     | Torres apără o dată titlul contra lui Husni Ray am 31. Juli 1990 in Jakarta, Indonezia.                                                                                     | Torres apără o dată titlul contra lui Husni Ray am 31. Juli 1990 in Jakarta, Indonezia.                                                                                     |
| Paul Weir l-a învins pe Fernando Martínez        | Mai 15, 1993             | Glasgow, Scoția | 1 |
| Titlu vacant                                     | 1993                     | Titlu apărat la 25. oktobmrie 1993 contra Lindi Memani in Glasgow, Scoția..                                                                                                 | Titlu apărat la 25. oktobmrie 1993 contra Lindi Memani in Glasgow, Scoția..                                                                                                 |
| Alex Sánchez l-a învins pe Orlando Malone        | Decembrie 22, 1993       | El Condado, San Juan, Puerto Rico | 6 |
| Ricardo López                                    | 23 august 1997           | New York City, New York, Statele Unite | 0 |
| Title vacated                                    | 1997                     | López și-a eliberat toate titlurile la minimweight pentru a urca la light flyweight.                                                                                        | López și-a eliberat toate titlurile la minimweight pentru a urca la light flyweight.                                                                                        |
| Eric Jamili l-a învins pe Mickey Cantwell        | Decembrie 19, 1997       | Londra, Anglia, Marea Britanie | 0 |
| Kermin Guardia                                   | Mai 30, 1998             | Las Vegas, Nevada, SUA | 3 |
| Title vacated                                    | 2001                     | Guardias ultima oară apără tiltlul contra lui Juan Alfonso Keb Baas la 6. aprilie 2001 in Mérida, Mexic.                                                                    | Guardias ultima oară apără tiltlul contra lui Juan Alfonso Keb Baas la 6. aprilie 2001 in Mérida, Mexic.                                                                    |
| Jorge Mata l-a învins pe Reynaldo Frutos         | Iunie 29, 2002           | Palma, Majorca, Spania | 1 |
| Eduardo Ray Márquez                              | Martie 28, 2003          | Madrid, Spania | 0 |
| Iván Calderón                                    | Mai 3, 2003              | Las Vegas, Nevada, SUA | 11 |
| Titlu vacant                                     | 2007                     | Calderón apare la juniori. | Calderón apare la juniori. |
| Donnie Nietes l-a învins pe Pornsawan Porpramook | 30 septembrie 2007       | Cebu City, Cebu, Filipine | 4 |
| Titlu vacant                                     | Februarie 25, 2011       | Nietes a eliberat titlul pentru a se deplasa la light flyweight. Ultima sa apărare a titlului a avut loc pe 14 august 2010 împotriva lui Mario Rodríguez în Guasave, Mexic. | Nietes a eliberat titlul pentru a se deplasa la light flyweight. Ultima sa apărare a titlului a avut loc pe 14 august 2010 împotriva lui Mario Rodríguez în Guasave, Mexic. |
| Raúl García interim champ promoted               | Februarie 25, 2011       | NA | 1 |
| Moisés Fuentes                                   | 27 august 2011           | Guadalajara, Mexic | 2 |
| Titlu vacant                                     | Aprilie 19, 2013         | | |
| Merlito Sabillo interim champ promoted           | 19 aprilie 2013          | NA | 2 |
| Francisco Rodríguez Jr.                          | 22 martie 2014           | Monterey, Mexic | 1 |
| Titlu vacant                                     | Noiembrie 2014           | | |
| Katsunari Takayama l-a învins pe Go Odaira       | 31 decembrie 2014        | Osaka, Japan | 0 |
| Titlu vacant                                     | Martie 2, 2015           | | |
| Kosei Tanaka l-a învins pe Julián Yedras         | Mai 30, 2015             | Komaki, Japonia | 1 |
| Title vacated                                    | Aprilie 10, 2016         | | |
| Katsunari Takayama l-a învins pe Riku Kano       | 20 august 2016           | Sanda, Japonia | 0 |
| Titlu vacant                                     | Aprilie 14, 2017         | | |
| Tatsuya Fukuhara interim champ promoted          | Aprilie 14, 2017         | N/A | 0 |
| Ryuya Yamanaka                                   | 27 august 2017           | Ashikita, Japonia | 1 |
| Vic Saludar                                      | 13 iulie 2018            | Kobe, Japonia | 1 |
| Wilfredo Mendez                                  | 24 august 2019 – prezent | San Juan, Puerto Rico | 2 |

### Campioni WBO, renumiți
- Mihai Leu
- Marco Antonio Barrera
- Nigel Benn
- Lamon Brewster
- Chris Byrd
- Joe Calzaghe
- Óscar de la Hoya
- Chris Eubank
- Naseem Hamed
- Bernard Hopkins
- Vitali Klitschko
- Wladimir Klitschko
- Corrie Sanders